# Opération Odiseo
Conflit armé colombien
Batailles
Années 1970

Anorí
Années 1980

Palais de justice
Années 1990
- Casa Verde
- Girasoles
- Las Delicias
- Quebrada El Billar
- Miraflores
- Mitú

Années 2000
- Berlín
- Reprise de la zone démilitarisée
- Alcatraz
- Jaque
- Fénix
- Dinastía

Années 2010
- Camaleón
- Sodoma
- Némésis
- Odiseo
- Combats de 2013 (processus de paix)

L’opération Odiseo est une opération militaire menée par l'armée nationale colombienne et la police nationale colombienne le 4 novembre 2011 contre les FARC. Elle relève de plus d'un an de planification et mobilisa des unités de l'armée de terre (969 soldats), de la force aérienne (18 aéronefs) et de la marine avec pour objectif de traquer le dirigeant des FARC Alfonso Cano.
Menée un an après l'opération Sodoma, elle résulta en la mort de Guillermo Sáenz, alias Alfonso Cano, après que les forces spéciales eurent entouré son refuge dans la forêt.
Peu de temps après, celui-ci sera remplacé dès le 15 novembre 2011 par Timoleón Jiménez à la tête du mouvement.